# System Center Operations Manager
System Center Operations Manager (SCOM) (ранее Microsoft Operations Manager, MOM) — программа компании Microsoft для управления и мониторинга ИТ-сервисов, приложений, серверов в гетерогенной среде Windows, UNIX и Linux. Продукт способен консолидировать информацию о функционировании различных компонентов ИТ-инфраструктуры, обеспечивая её обобщенное представление в единой консоли.
Существуют возможности для мониторинга различного системного и прикладного программного обеспечения, определения логики мониторинга самим администратором системы.
SCOM предназначен главным образом для организации с числом компьютеров более 500 и числом серверов более 30. Для меньших организаций существует продукт System Center Essentials, включающий в себя часть функциональности продуктов System Center Operations Manager и System Center Configuration Manager, но предназначенный для малых и средних предприятий.

## Архитектура
Первичный сбор данных с систем, подлежащих мониторингу, осуществляют установленные на них агенты. Продукт включает в себя один либо несколько серверов управления (англ. Management Server), на которые осуществляют отправку данных мониторинга агенты.
Для хранения данных мониторинга используется база данных, размещаемая на сервере баз данных Microsoft SQL Server. Отдельная база данных используется для хранения исторических данных, необходимых для формирования отчетов.
Взаимодействие системы с пользователем осуществляется через графическую консоль управления, веб-консоль либо интерфейс командной строки на базе PowerShell.
Собственно правила, по которым осуществляется сбор данных и их анализ, описываются в пакетах управления (англ. Management Packs). Имеются пакеты управления, как разработанные самой компанией Microsoft, так и другими производителями. Каждый пакет управления предназначен для мониторинга параметров работы определенного программного обеспечения, операционной системы, либо отдельных их компонентов.

## Версии продукта
- Microsoft Operations Manager 2000
- Microsoft Operations Manager 2005 
  - Microsoft Operations Manager 2005 Service Pack 1
- System Center Operations Manager 2007 
  - System Center Operations Manager 2007 Service Pack 1
  - System Center Operations Manager 2007 R2
- System Center 2012 Operations Manager
  - System Center 2012 Operations Manager Service Pack 1
  - System Center 2012 R2 Operations Manager
- System Center 2016 Operations Manager
- System Center Operations Manager Current Branch
  - System Center Operations Manager (version 1801)
  - System Center Operations Manager (version 1807)
- System Center 2019 Operations Manager